# Københavns Stift
 Ikke at forveksle med det romerskkatolske bispedømme København.
Københavns Stift er et stift, der omfatter Københavns Kommune, Frederiksberg Kommune og Bornholms Regionskommune. Desuden er Amager kommunerne  Tårnby og  Dragør medtaget i stiftet. Hovedkirken er Vor Frue Kirke eller Domkirken i København. Stiftet oprettedes i 1922 da Sjællands Stift blev delt i Roskilde Stift og Københavns Stift.
Stiftets biskop er fra 1. september 2009 Peter Skov-Jakobsen.
Stiftet består af 9 provstier, 107 pastorater og 119 kirker.
- Amagerbro Provsti
- Amagerland Provsti
- Bispebjerg-Brønshøj Provsti
- Bornholms Provsti
- Frederiksberg Provsti
- Holmens og Østerbro Provsti
- Nørrebro Provsti
- Valby-Vanløse Provsti
- Vor Frue-Vesterbro Provsti

## Københavns bisperække
Københavns bisperække kan siges at begynde i 1537, hvor Peder Palladius bliver Sjællands biskop. Sjællands biskop residerede i København, men Roskilde Domkirke var stiftets domkirke.
Denne ordning varede til 1922, hvor Roskilde og Københavns stifter blev oprettet. Bisperækken for Sjællands stift opregner bisperne i denne periode.
- 1922-34 Harald Ostenfeld
- 1934-60 Hans Fuglsang-Damgaard
- 1960-75 Willy Westergaard Madsen
- 1975-92 Ole Bertelsen
- 1992-2009 Erik Norman Svendsen
- 2009- Peter Skov-Jakobsen

## Stiftamtmænd
- 1922–1932 Christian Emil Anker Ammentorp
- 1935–1952 Kresten Haugen-Johansen
- siden 2007  Helle Haxgart

## Ekstern henvisning
- Københavns Stift
- Erik Norman Svendsen stopper som biskop (Webside ikke længere tilgængelig)
- Peter Skov Jakobsen valgt til biskop i Københavns stift (Webside ikke længere tilgængelig)